# Les Adieux du Christ à sa mère (Altdorfer)
Pour les articles homonymes, voir Les Adieux du Christ à sa mère.
Les Adieux du Christ à sa mère ou Le Christ prenant congé de sa mère est une peinture réalisée à en peinture à l'huile sur panneau de bois par l'artiste allemand Albrecht Altdorfer vers 1520. Elle est conservée à la National Gallery de Londres.

## Thème
L'Adieu du Christ à sa mère est un sujet d'art chrétien fréquent en Europe du Nord aux XVe et XVIe siècles, représentant le Christ prenant congé de sa mère Marie avant de la quitter pour son dernier voyage à Jérusalem qui le conduira à sa Passion et à sa mort. Cette scène, non présente dans les Évangiles, marque le début de la Passion.

## Description
Altdorfer présente ici un groupe des figures les plus importantes du Nouveau Testament. Dans la partie centrale, Jésus bénit sa Mère. Le geste de sa main est de calmer le reste des femmes qui pleurent les événements à venir. Parmi les femmes, à part la Vierge évanouie, vêtue d'une robe bleu marine, se trouvent Marie Jacobé, mère de Jacques qui l'embrasse, Marie Madeleine agenouillée, Marie de Cléophas et Salomé. Sur la droite, saint Pierre et saint Jean semblent plus en paix avec le destin futur du Christ. Tous les personnages sont représentés d'une manière très terrestre, et leurs émotions  sont exprimées à travers des corps anormalement allongés, de grands pieds, des gestes de la main et la simplicité des visages. Altdorfer a complètement ignoré les règles de forme, de perspective et de proportion. Le paysage, divisé en deux parties, s'harmonise avec l'ambiance de la scène. À gauche, on distingue les branches rabougries d'un arbre desséché symbolisant la Passion du Christ, à droite, la végétation luxuriante annonce la Nouvelle Alliance.
En bas du tableau, à droite, des figures miniatures des donateurs du peintre sont visibles.

## Source
- (en) Cet article est partiellement ou en totalité issu de l’article de Wikipédia en anglais intitulé « Christ Taking Leave of His Mother (Altdorfer) » (voir la liste des auteurs).